# Jean-Marc Flahaut
 (juin 2017).
Jean-Marc Flahaut, né en 1973 à Boulogne-sur-Mer, est un auteur et poète français.

## Univers
Influencé par les auteurs de la contre-culture américaine des années soixante et soixante-dix, son univers se décline sous la forme de microfictions aux croisées du roman noir, du fait-divers et de la poésie,,

## Anthologies
- Banlieue de Babylone, éditions Gros Textes, 2010.
- Lendemains de fête, Publie.net, 2015.
- Corps en mouvement - Poésie et sport, 53 poètes, Bacchanales no 57, Maison de la Poésie Rhône-Alpes, 2017.
- Duos - 118 jeunes poètes de langue française, Anthologie dirigée par Lydia Padellec, Bacchanales no 59, Maison de la Poésie Rhône-Alpes, 2018.
- Poesis International no 21, poèmes traduits en roumain par Laurențiu Malomfălean, 2018.
- J'étais presque un ouvrier - récits, poèmes, fragments, Éditions Les Venterniers, Travail & Culture, 2018.
- Le Système Poétique des Éléments, 118 poètes et poétesses, éditions Invenit, 2019.
- Nous, avec le poème comme seul courage, éditions Le Castor Astral, 2020.
- On n'est pas là pour se faire engueuler, Boris Vian a cent ans !, éditions La passe du vent, 2020.
- Les Cœurs approchés - récits, poèmes, fragments, Editions les Venterniers, Travail & Culture, 2022.